# Kopalnia (Silésie)
Pour les articles homonymes, voir Kopalnia.
Kopalnia est une localité polonaise de la gmina de Konopiska, située dans le powiat de Częstochowa en voïvodie de Silésie.